# Claude-Pierre de Delay d'Agier
Claude-Pierre de Delay d'Agier o Dedelay d'Agier o Dédelay d'Agier (nacido 25 de diciembre de 1750 en Romans, Drôme - murió el 4 de agosto de 1827 en Bourg-de-Péage, Drôme) fue un escritor y político francés cuya actividad comenzó durante el período de la Revolución y el Imperio continuó bajo la Restauración. Se convertirá en conde del Imperio y encontrará, después de un pequeño eclipse debido a su actitud durante los Cien Días, todavía su lugar en la vida política francesa bajo la Restauración Francesa.

## Biografía
Claude-Pierre de Delay d'Agier fue un escritor especializado en política y alcalde de Romans cuando fue elegido el 6 de enero de 1789 diputado diputado de la nobleza de la provincia de Dauphiné a los Estados Generales.

### Estados Generales y Asamblea Constituyente de 1789|Asamblea Constituyente
Delay d'Agier reemplazó a Charles-Emmanuel Gratet de Dolomieu, originalmente diputado del clero de Dauphiné, quien murió en Versalles el 8 de noviembre de 1789 y cuyo diputado, M. de Monspey, hizo no sentarse. Tomó parte activa en el trabajo de la Asamblea, donde se interesó de cerca en cuestiones de impuestos. Encontramos, en la nota biográfica que le dedica el Diccionario de los Diputados (1789-1889) de Delille y Demarçay, rastros de un buen número de sus intervenciones. Podemos citar algunos de ellos en una lista que ciertamente está lejos de ser exhaustiva:
- El 26 de diciembre de 1789, solicitó la publicación de la lista de declarantes y las sumas declaradas para el aporte patriótico.
- El 12 de de febrero de 1790 votó a favor de la supresión de la órdenes monásticas, y exigió, el 18 de febrero, el mismo trato para todos los religiosos.
- Se pronunció el 12 de marzo de 1790 en contra de la concesión propuesta de la contribución patriótica.
- El 18 de marzo de 1790, pronunció un discurso contra la libertad del comercio de la sal y propuso, el mismo día, la sustitución del gabela por un impuesto calculado en un tercio sobre la tierra, un tercio sobre el impuesto de capitación, un sexto sobre las casas de las ciudades y un sexto sobre las del campo.
- El 7 de abril de 1790, Claude-Pierre de Delay d'Agier fue nombrado comisionado para la enajenación de bienes, luego secretario de esta comisión, en cuyo nombre redactó un informe preparatorio al decreto de 14 de mayo sobre la venta de dominios nacionales.
- El 11 de abril de 1790, aprobó el decreto sobre la abolición de los diezmos y sobre el mantenimiento de los ministros de culto y propuso proporcionar a los sacerdotes parte de su salario en especie.
- El 15 de mayo de 1790 provocó la discusión sobre el derecho a la paz y la guerra.
- El 2 de junio de 1790, habló sobre la constitución civil del clero.
- El 20 de junio de 1790, fue nombrado Secretario de la Asamblea.
- El 23 de junio de 1790, trató la cuestión del salario de los obisposs, que elevó a 40 000 libras como máximo a quienes no tengan ninguna abadía, y a 35 000 para los que la tenían, 10 000 libras a todos los abades septuagenarios, y 3000 libras para los abades de Saint-Ruf y otras órdenes.
- El 4 de de julio de 1790, solicitó que los tribunales de distrito fueran jueces de apelación entre sí.
- El 15 de agosto de 1790, dictó un decreto para la aceleración de la venta de bienes nacionales.
- El agosto de 30 de 1790, se pronunció sobre el salario de los jueces de paz, pidiendo "que sólo se otorguen 300 libras a los jueces municipales y 800 libras a los de las ciudades cuya población será de más de diez mil almas. »
- En la sesión de 16 de septiembre de 1790, pronunció un discurso sobre la tributación en general.
- El 5 de octubre (Sobre el proyecto de decreto de la Comisión de Hacienda sobre la contribución territorial), el 6 de octubre, 7 de octubre y 11 de octubre de 1790 (Sobre la definición de la renta neta imponible de la propiedad inmobiliaria), luego nuevamente el 16 de noviembre de 1790, participó activamente en la discusión sobre la tributación y el impuesto al tabaco.